# Hexatoma (Eriocera) homochroa
Hexatoma (Eriocera) homochroa is een tweevleugelige uit de familie steltmuggen (Limoniidae). De soort komt voor in het Oriëntaals gebied.